# Kopce (województwo mazowieckie)
Kopce – wieś sołęcka w Polsce położona w województwie mazowieckim, w powiecie łosickim, w gminie Huszlew.
| SIMC    | Nazwa   | Rodzaj    |
| ------- | ------- | --------- |
| 0012546 | Milejki | część wsi |

W latach 1975–1998 miejscowość administracyjnie należała do województwa bialskopodlaskiego.
Wierni Kościoła rzymskokatolickiego należą do parafii Matki Bożej Anielskiej w Mostowie.